# Чехова, Гана
Га́на Че́хова (чеш. Hana Čechová, урождённая Га́на Шпи́нькова, чеш. Hana Špinková; род. 19 марта 1971) — чешская, до 1993 чехословацкая кёрлингистка.
В составе смешанной парной сборной Чехии участник двух чемпионатов мира (лучший результат — шестое место в 2008). Призёр чемпионатов Чехии среди женщин. Двукратная чемпионка Чехии среди смешанных команд. Чемпионка Чехии среди смешанных пар.
В «классическом» кёрлинге играет на позиции четвёртого. Скип команды.
Занимается кёрлингом с 1992.

## Достижения
- Чемпионат Чехии по кёрлингу среди женщин: серебро (1996, 1998, 2000), бронза (1994, 1997).
- Чемпионат Чехии по кёрлингу среди смешанных команд: золото (1993, 1995), серебро (1996), бронза (1994, 2003).
- Чемпионат Чехии по кёрлингу среди смешанных пар: золото (2007), серебро (2008, 2010).

## Команды
| Сезон                                              | Четвёртый       | Третий           | Второй           | Первый             | Запасной                           | Турниры                          |
| -------------------------------------------------- | --------------- | ---------------- | ---------------- | ------------------ | ---------------------------------- | -------------------------------- |
| 1992—93                                            | Monika Havlová  | Kateřina Jurková | Гана Шпинькова   | Marcela Maxová     |                                    | ЧЧЖ 1992 (5 место)               |
| 1993—94                                            | Monika Havlová  | Kateřina Jurková | Гана Шпинькова   | Marcela Maxová     |                                    | ЧЧЖ 1994                         |
| 1994—95                                            | Гана Шпинькова  | Monika Klímová   | Kateřina Jurková | Marcela Maxová     | Eva Dvořáková                      | ЧЧЖ 1995 (4 место)               |
| 1995—96                                            | Гана Шпинькова  | Monika Klímová   | Marcela Maxová   | Eva Dvořáková      |                                    | ЧЧЖ 1996                         |
| 1996—97                                            | Гана Шпинькова  | Monika Klímová   | Marcela Maxová   | Eva Dvořáková      | Hana Plzáková                      | ЧЧЖ 1997                         |
| 1997—98                                            | Гана Шпинькова  | Monika Klímová   | Hana Plzáková    | Eva Dvořáková      |                                    | ЧЧЖ 1998                         |
| 1999—00                                            | Гана Чехова     | Hana Plzáková    | Lucie Říhová     | Eva Dvořáková      | Monika Klímová, Marcela Hložánková | ЧЧЖ 2000                         |
| 2000—01                                            | Гана Чехова     | Hana Plzáková    | Lucie Říhová     | Eva Dvořáková      | Monika Klímová, Marcela Hložánková | ЧЧЖ 2001 (4 место)               |
| 2001—02                                            | Гана Чехова     | Hana Plzáková    | Lucie Říhová     | Eva Dvořáková      | Monika Klímová                     | ЧЧЖ 2002 (5 место)               |
| 2002—03                                            | Гана Чехова     | Hana Plzáková    | Eva Babišová     | Marcela Hložánková |                                    | ЧЧЖ 2003 (5 место)               |
| 2003—04                                            | Гана Чехова     | Hana Plzáková    | Lucie Říhová     | Eva Babišová       | Monika Klímová, Marcela Hložánková | ЧЧЖ 2004 (7 место)               |
| 2004—05                                            | Гана Чехова     | Hana Plzáková    | Lucie Říhová     | Eva Babišová       | Marcela Hložánková                 | ЧЧЖ 2005 (5 место)               |
| 2005—06                                            | Гана Чехова     | Hana Plzáková    | Lucie Říhová     | Eva Babišová       | Kristýny Fenclová, Monika Klímová  | ЧЧЖ 2006 (5 место)               |
| 2006—07                                            | Гана Чехова     | Hana Plzáková    | Monika Klímová   | Eva Babišová       | Kristýny Fenclová, Lucie Říhová    | ЧЧЖ 2007 (7 место)               |
| 2008—09                                            | Гана Чехова     | Hana Plzáková    | Lucie Říhová     | Monika Klímová     | Eva Babišová                       | ЧЧЖ 2009 (6 место)               |
| 2009—10                                            | Гана Чехова     | Hana Plzáková    | Lucie Říhová     | Eva Babišová       |                                    | ЧЧЖ 2010 (7 место)               |
| 2010—11                                            | Гана Чехова     | Hana Plzáková    | Lucie Říhová     | Eva Babišová       | Monika Klímová                     | ЧЧЖ 2011 (6 место)               |
| 2011—12                                            | Гана Чехова     | Lucie Říhová     | Eva Babišová     | Monika Klímová     |                                    | ЧЧЖ 2012 (8 место)               |
| 2013—14                                            | Гана Чехова     | Hana Plzáková    | Lucie Říhová     | Monika Klímová     |                                    | ЧЧЖ 2014 (8 место)               |
| 2020—21                                            | Гана Чехова     | Hana Plzáková    | Lucie Říhová     | Eva Babišová       |                                    | [ 7 ]                            |
| Кёрлинг среди смешанных команд (mixed curling)     |                 |                  |                  |                    |                                    |                                  |
| 1992—93                                            | Радек Ждярский  | Miloš Plzák      | Гана Чехова      | Kateřina Jurková   |                                    | ЧЧСК 1993                        |
| 1993—94                                            | Радек Ждярский  | Гана Шпинькова   | Miloš Plzák      | Kateřina Jurková   |                                    | ЧЧСК 1994                        |
| 1994—95                                            | Радек Ждярский' | Гана Шпинькова   | Miloš Plzák      | Hana Plzáková      |                                    | ЧЧСК 1995                        |
| 1995—96                                            | Радек Ждярский' | Гана Шпинькова   | Miloš Plzák      | Hana Plzáková      |                                    | ЧЧСК 1996                        |
| 1999—00                                            | Радек Ждярский' | Hana Plzáková    | Miloš Plzák      | Гана Шпинькова     | Jiří Suchý                         | ЧЧСК 2000 (5 место)              |
| 2002—03                                            | Martin Krejčí   | Hana Plzáková    | Miloš Plzák      | Гана Чехова        |                                    | ЧЧСК 2003                        |
| 2004—05                                            | David Havlena   | Hana Plzáková    | Miloš Plzák      | Гана Чехова        |                                    | ЧЧСК 2005 (14 место)             |
| 2009—10                                            | Miloš Plzák     | Гана Чехова      | Jan Porcal       | Hana Plzáková      |                                    | ЧЧСК 2010 (19 место)             |
| Кёрлинг среди смешанных пар (double mixed curling) |                 |                  |                  |                    |                                    |                                  |
| 2007—08                                            | Гана Чехова     | ?                |                  |                    |                                    | ЧЧСП 2007                        |
| 2007—08                                            | Гана Чехова     | Радек Ждярский   |                  |                    | тренер: Vaclav Port                | ЧМСП 2008 (6 место)              |
| 2008—09                                            | Гана Чехова     | Jiří Marša       |                  |                    |                                    | ЧЧСП 2008                        |
| 2010—11                                            | Гана Чехова     | Радек Ждярский   |                  |                    |                                    | ЧЧСП 2010 · ЧМСП 2011 (13 место) |

(скипы выделены полужирным шрифтом)